# السكاكيني (القاهرة)
حي السكاكيني هي شياخة في حي الوايلي بالمنطقة الغربية في محافظة القاهرة، وسميت نسبة لقصر السكاكيني الذي يُعد تحفة معمارية يضم في طرازه من مختلف المدارس، الإسلامية والفرعونية والصينية والنهضة الأوروبية.

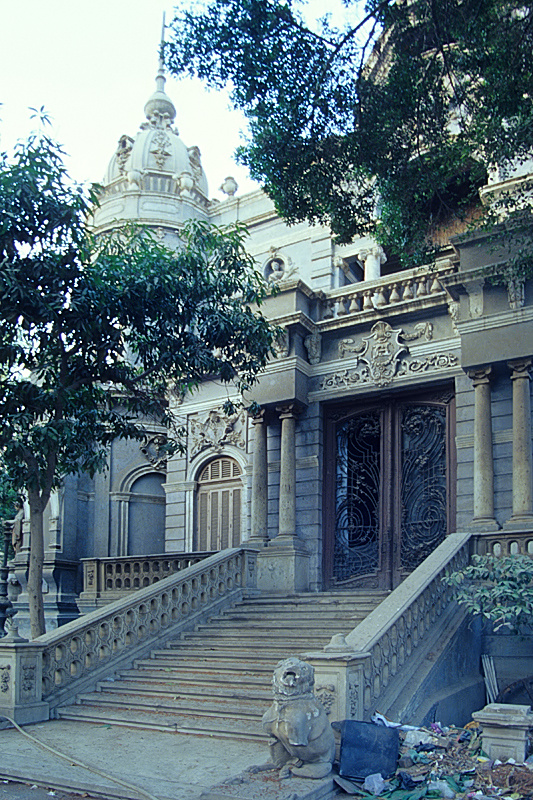
قصر السكاكيني

## تسمية

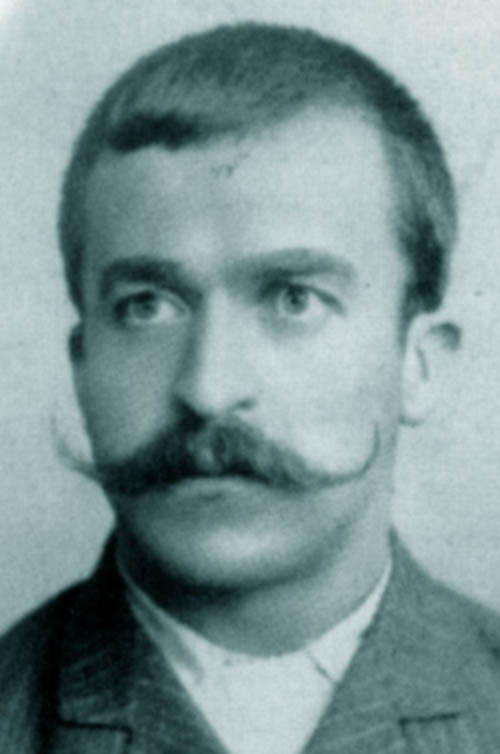
خليل السكاكيني

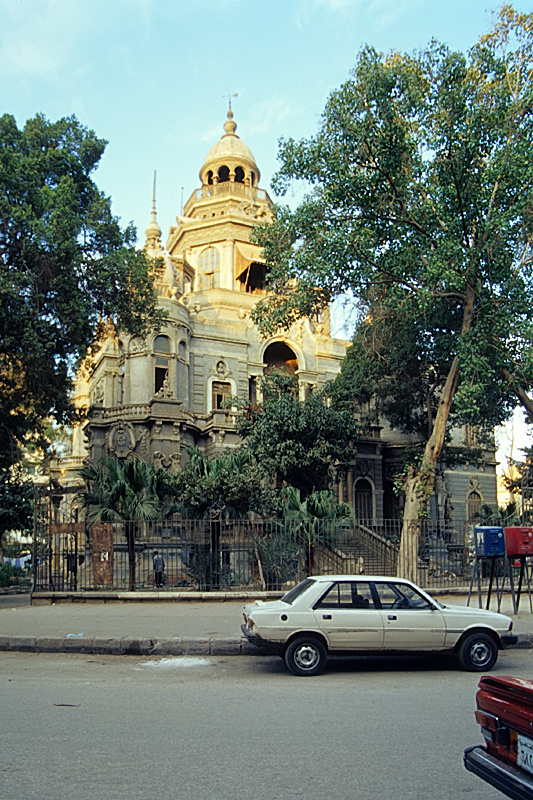
القصر من الخارج

حبيب جبرائيل أنطون المولود في مصر عام 1840، ولقب بـ«السكاكيني باشا» نسبة إلى والده الذي كان يعمل في صناعة الأسلحة البيضاء، وكان قد جاء إلى مصر من دمشق عام 1830 م وكان يعمل في المقاولات ثم انتقل إلى حفر قناة السويس وهو صاحب القصر الشهير قصر السكاكيني).

## تاريخ
كانت المنطقة قبل بناء القصر بركة مياه على الجانب الشرقي للخليج المصري، تعرف ببركة «قراجا التركماني» أو «بركة قراجا» وكان يجاورها حي الحسينية الحالي، وقد عرفت بهذا الاسم نسبة للأمير زين الدين قراجا التركماني أحد أمراء مصر، الذي أنعم عليه السلطان الملك الناصر محمد بن قلاون بها سنة 717هـ، قبل أن تؤول ملكيتها وما حولها إلى السكاكيني باشا ، بحكم مرسى المزاد الصادر من محكمة مصر المختلطة في العاشر من يونيو في عام 1880م، وما إن استقرت هذه البركة وما جاورها في حوزة السكاكيني باشا، حتى شرع في ردمها وبناء قصره الفخيم الذي يقع في منتصف الحي الموجود حاليا والذي يعرف بميدان السكاكيني.

## الوصف
يتوسط القصر ميداناً كبيراً تتفرع منه شوارع عديدة، وهي 
- شارع السكاكيني الذي يمتد من شارع رمسيس وينتهي عند ميدان الظاهر بيبرس الذي يقع في وسطه جامع الظاهر بيبرس الذي يعود بناؤه إلى عام 665 هـ ،
- شارع محمود فهمي المعماري الذي يقع فيه مدرستي محمود فهمي المعماري الابتدائية ومدرسة غمرة الإعدادية والثانوية بنين، وكانت تلك المدرسة قصر قديم تم تأميمه زمن جمال عبد الناصر، وهدم ذلك القصر بدلاً من الانتفاع به ولم يحافظ عليه كتراث حضاري، فهذا الحي العريق كان يحتوي على الأبنية والقصور الفخمة التي أزيلت.
- شارع الشيخ قمر الذي ينتهي عند ميدان الجيش،
- شارع ابن خلدون سماه المهندس القصصي محمود طاهر لاشين،
- شارع طور سيناء الذي ولد فيه الرئيس الفلسطيني ياسر عرفات.

## معالم
بناء القصر كان له أثر بالغ في توسع عمران المنطقة شمالا وشرقا، طيلة القرنين التاسع عشر والعشرين، فكان حي السكاكيني في بدايات القرن الماضي يضم اليهودي والمسيحي إلى جانب المسلم، وكان يوجد بالحي أكثر من مسجد، أشهرها مسجد الظاهر بيبرس كما كانت توجد به كنيسة وثلاثة معابد يهودية - تهدم واحد، وما زال اثنان قائمان أحدهما في شارع ابن خلدون والثاني في شارع قنطرة غمرة، 

## أعلام
كان من الأحياء الراقية الذي يقطنه المشاهير أمثال 
- طه حسين وزوجته سوزان،
- ياسر عرفات
- موشيه دايان [3][4]
- محمد عبد الوهاب الذي قطن لفترة بشارع سواريس
- ماجدة الصباحي
- سعاد حسني
- زكي مراد وابنته ليلى مراد
- عبد الفتاح القصري
- داود حسني

وغيرهم من المشاهير،

## بنية تحتية
كان شارع السكاكيني يسير فيه الترام براحاً رغم وجود الترام في اتجاهين وكان نهايته عند نهاية هذا الشارع العريق. الترام كان يمتد من نهاية شارع السكاكيني إلى بركة الرطل مرورا بشارع الفجالة، واللاظوغلي والعتبة.
ظهرت الورش الميكانيكية وغيرها وألغي الترام فأصبح الشارع مكتظا بازدحام السيارات. وجاء على الحي سكان جدد من بيئات مختلفة ورحل السكان الأصليين عنه، فتبدل الحال بأناس لا يعرفون العادات التي كانت سائدة